# Подґуже-Ґазди
Подґуже-Ґазди (пол. Podgórze-Gazdy) — село в Польщі, у гміні Малкіня-Ґурна Островського повіту Мазовецького воєводства.
Населення — 49 осіб (2011).
У 1975-1998 роках село належало до Остроленцького воєводства.

## Демографія
Демографічна структура станом на 31 березня 2011 року:
|          | Загалом | Допрацездатний вік | Працездатний вік | Постпрацездатний вік |
| -------- | ------- | ------------------ | ---------------- | -------------------- |
| Чоловіки | 23      | 4                  | 16               | 3                    |
| Жінки    | 26      | 8                  | 12               | 6                    |
| Разом    | 49      | 12                 | 28               | 9                    |